# Lazi Krapinski
Lazi Krapinski is een plaats in de gemeente Krapina in de Kroatische provincie Krapina-Zagorje. De plaats telt 82 inwoners (2001).